# Ши Хаожань
Ши Хаожань (13 травня 1990) — китайський плавець.
Учасник Олімпійських Ігор 2008 року, де в естафеті 4x200 метрів вільним стилем його збірна посіла 10-те місце і не потрапила до фіналу.